# (39278) 2001 BK9
(39278) 2001 BK9 è un asteroide troiano di Giove del campo greco. Scoperto nel 2001, presenta un'orbita caratterizzata da un semiasse maggiore pari a 5,249371 UA e da un'eccentricità di 0,079385, inclinata di 6,007281° rispetto all'eclittica. Ha un diametro di 20,120 km e un'albedo di 0,091.